# SummerSlam (2009)
Summerslam là kỳ Pay-per-view của WWE.Đây là kỳ pay-per-view Summerslam thứ 22. Có tất cả tám trận đấu

## Nơi tổ chức
Trung tâm Staples tại Los Angeles, California. Ngày 23 tháng 8 năm 2009

## Kết quả
| #    | Matches                                                                                   | Stipulations                                             |
| ---- | ----------------------------------------------------------------------------------------- | -------------------------------------------------------- |
| Dark | Beth Phoenix loại Kelly Kelly và Eve Torres                                               | 15-Diva Battle royal                                     |
| 1    | Rey Mysterio (c) thắng Dolph Ziggler                                                      | Trận đấu đơn tranh đai WWE Intercontinental Championship |
| 2    | Montel Vontavious Porter thắng Jack Swagger                                               | Trận đấu đơn                                             |
| 3    | Chris Jericho và The Big Show (c) thắng Cryme Tyme (Shad Gaspard và JTG)                  | Trận đấu đội tranh đai Unified WWE Tag Team Championship |
| 4    | Kane thắng The Great Khali (cùng với Ranjin Singh)                                        | Trận đấu đơn                                             |
| 5    | D-Generation X (Triple H và Shawn Michaels) thắng The Legacy (Cody Rhodes và Ted DiBiase) | Trận đấu đội                                             |
| 6    | Christian (c) thắng William Regal (cùng với Vladimir Kozlov và Ezekiel Jackson)           | Trận đấu đơn tranh đai ECW Championship                  |
| 7    | Randy Orton (c) thắng John Cena                                                           | Trận đấu đơn tranh đai WWE Championship                  |
| 8    | CM Punk thắng Jeff Hardy (c)                                                              | Trận TLC tranh đai World Heavyweight Championship        |